# Art amatòria
L'Ars Amatoria o L'art d'estimar és un poema de l'escriptor llatí Ovidi. És un llibre didàctic que pretén ensenyar l'art de seduir i la manera de comportar-se en la vida de parella. Té un to molt humorístic i irònic, com també alguns passatges on critica la societat del seu temps (la romana del segle i). A l'època en què va ser publicada era considerada amoral per la classe dirigent, però no per la classe popular, perquè l'Ars Amatoria va tenir un gran èxit de públic. L'obra està distribuïda en tres llibres, els dos primers van destinats als homes, i el darrer a les dones.

## Llibre I
Aquest primer llibre comença amb una definició del concepte d'art, basada en l'experiència pròpia de l'autor. Seguidament Ovidi afirma que la mateixa Venus, deessa de l'amor l'ha proclamat «mestre del tendre amor». Tot seguit, l'autor explica on trobar les dones, és a dir, els millors llocs per anar de "cacera": el teatre, el circ, el fòrum, etc. Tot seguit, entrem a la part central del llibre, on se'ns mostra com s'ha de seduir una dona. Primer li recomana confiança a l'home, ja que totes les dones es poden aconseguir, i demostra això posant els exemples mítics de passió femenina de Biblis i Caunos, Mirra i el seu pare Cínires, i Pasífae i el toro. Ara només resta aplicar la millor tècnica per a seduir una dona, guanyar-se la complicitat de la seva esclava. Segueix donant consells per a la seducció, com ara que l'eloqüència també és molt útil, que als homes els escau una bellesa descurada (posa els exemples de Bacus i Ariadna), que a les dones els agrada ser forçades (exemple de la violació de Deidamia per Aquil·les), i que l'home sempre ha de ser el que porti la iniciativa.

## Llibre II
A continuació ens explica com mantenir l'amor de la dona seduïda, per aquest motiu convoca la deessa Venus, el seu fill Cupido i la musa Erato, i ens explica, quan parla de les ales de l'amor, l'episodi de Dèdal i Ícar. Un dels primers consells que dona és que cal cultivar l'esperit, ja que la bellesa física és efímera, i continua dient que ell dona consells per als pobres, que no per als rics, ja que aquests ho tenen molt fàcil perquè poden oferir regals. Seguidament Ovidi ens enumera les qualitats que ha de presentar l'home.
L'última part d'aquest segon llibre la dedica a donar consells, cal guanyar-se la confiança dels criats, cal lloar els encants i els vestits de l'estimada, cal fingir preocupació quan aquesta estigui malalta, si es produeix una ruptura el millor remei és la unió sexual, cal ser resignat i tolerant amb les infidelitats (aquí posa l'exemple de Vulcà amb Venus i Mart), cal dissimular els seus defectes, etc. Acaba el llibre autoproclamant-se mestre d'amor.

## Llibre III
Aquest últim llibre comença amb una reflexió sobre la conveniència d'instruir les dones en l'art de l'amor. Tot seguit alaba les dones, ja que el seu amor és més ferm i durador que els dels homes (per demostrar-ho, posa l'exemple d'Ariadna, Filis i Dido). Després dona uns consells sobre l'aparença externa: pentinats, vestits, dissimulació dels defectes, etc. I sobre les petites arts que aquestes han de dominar com són riure, plorar, parlar, ballar, etc.
També, com al llibre I, enumera els llocs on anar de cacera, que són els mateixos que per als homes.
També aconsella a les dones que tinguin estil a l'hora d'escriure cartes, han de tenir bon caràcter i no ser gaire avaricioses a l'hora d'exigir regals (sobretot als poetes) i comenta que pot ser útil fingir que hi ha un rival i donar, de tant en tant, alguna negativa.
Ja per acabar, l'autor ens adverteix del perill de la gelosia, exemplificant-ho amb el mite de Cèfal i Procris. Com a punt final, Ovidi demana a les dones que també el reconeguin com a mestre en l'art de l'amor.

## Traduccions catalanes
- Ovidi. Art d'enamorar (en llatí - català). Traducció: Jaume Juan Castelló.  Martorell: Adesiara, 2011 (Aetas). ISBN 978-84-92405-34-3.
- Ovidi. L'art d'estimar. Traducció: Teresa Puig.  Barcelona: La Magrana, 2000 (Clàssics Grècia i Roma). ISBN 8482642618.
- Ovidi. Art amatòria (en llatí - català). Traducció: Jordi Pérez i Durà.  Barcelona: Fundació Bernat Metge, 1977 (Escriptors llatins). ISBN 8472250342.